# بوب ويلر (لاعب كرة قدم أمريكية)
بوب ويلر (بالإنجليزية: Bub Weller)‏ هو لاعب كرة قدم أمريكية أمريكي، ولد في 30 يونيو 1902 في سيوارد في الولايات المتحدة، وتوفي في 18 أغسطس 1993.